# Hymeniacidon stylifera
Hymeniacidon stylifera är en svampdjursart som först beskrevs av Stephens 1915.  Hymeniacidon stylifera ingår i släktet Hymeniacidon och familjen Halichondriidae. Inga underarter finns listade i Catalogue of Life.